# 副総統官房

1941年までの副総統官房の車両用ペナント

1941年以降の党官房の車両用ペナント

副総統官房（ふくそうとうかんぼう、独：Stab des Stellvertreters des Führers, StdF、指導者代理官房）は、国民社会主義ドイツ労働者党（ナチ党）の主要機関である。1933年7月に発足したが、1941年に副総統であるルドルフ・ヘスがイギリスへの単独飛行を行ったため、副総統官房は解散し、新たに党官房（Partei-Kanzlei）として改組され、ヘスの秘書兼幕僚長であったマルティン・ボルマンが官房長となった。
ボルマンによって新たに発足した党官房はナチス・ドイツの体制において党と国家の政治問題に対しあらゆる形で介入し、その意思決定において最高の地位に君臨していた。

## 副総統官房

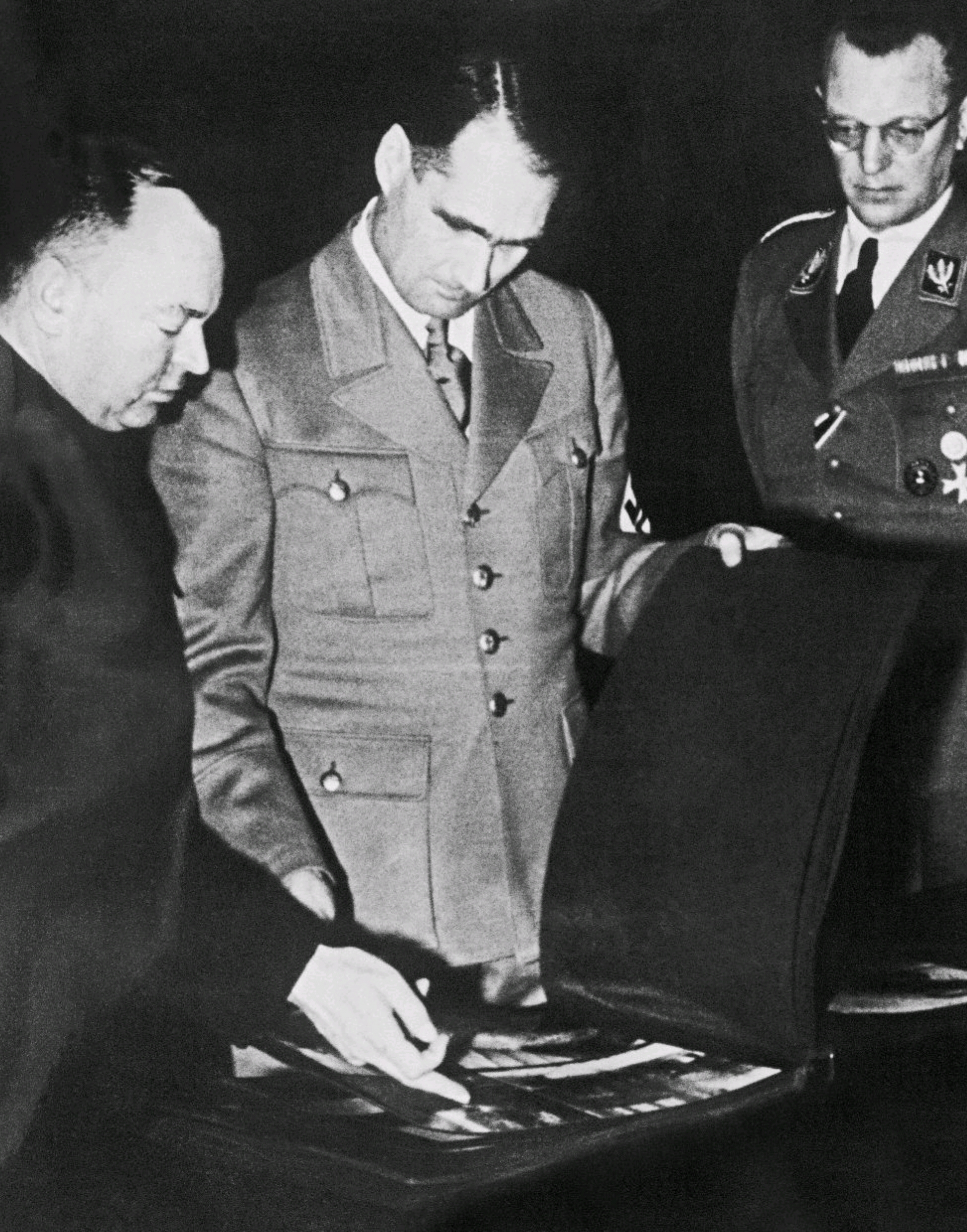
1941年まで副総統であったヘス（中央）

1933年4月21日、アドルフ・ヒトラーは、ナチ党の指導者（総統）としての立場から、ルドルフ・ヘスをその代理（副総統、指導者代理）に任命し「党の指導に関するすべての問題について」総統に代わって決議を下す権限を与えた。ヘスは党問題における副総統への任命に続いて、6月に内閣閣議に参加する権利を有し、1933年12月に無任所大臣として帝国政府に正式に承認された。
しかし、党の国家への影響と、大管区指導者と全国指導者の党内への権限について、繰り返し対立があった。1933年7月、副総統官房が発足し、その長となったヘスは全国指導者のマルティン・ボルマンを秘書兼幕僚長に任命した。
党の全国組織指導者であるロベルト・ライは当初、以前より大まかに概説されていた党組織指導部の活動範囲を新たに規定したが、1934年11月、ヒトラーの要請により「党の内部組織、教育、人事管理、新党員の勧誘、監督」に制限された。大管区指導者は、限定的で包括的な報告の活動を行うよう規定された。州の政策においては、副総統官房が立法会議への参画を求められた。1934年7月、これらの法案と条例が全国の省庁とヘスに布告された。1935年4月、すべての実施規定が行われた。副総統官房は当初「政治的信頼性」に関する報告を通じて公務員の任命権に影響を及ぼしていた。副総統官房の全官庁への任命権は、1935年にようやく確立された。
副総統官房の権限は、特定の「欺瞞的な訴訟」や、ユダヤ人の結婚問題をあつかった。また、内務省と協力して「ライヒ市民法に関する第1条例」により、人種政策におけるユダヤ人と混血ユダヤ人といった厳密な分類が決議された。
副総統官房の初期の活動は、主に党の執行の領域を定義し、可能であればそれを拡大することにあった。これまで組織化されていなかった副総統官房は、1935年の間に、いくつかの部署が設けられた。第II局の「党問題」はヘルムート・フリードリヒスが局長となり、第Ⅲ局の「州問題」はヴァルター・ゾンマーが、1941年からはゲルハルト・クロップファーが任命された。ヘスは、主に官僚的な日常業務から離れ、幕僚長であるボルマンに一任させていた。
1934年、ミュンヘンの旧使徒庁の空きビルが正式な本部となり、1938年には468人の職員を抱え、アルシス通り、カロリネンプラッツ1、褐色館にも事務所が置かれた。また、1933年以来、ベルリンの旧プロイセン国務省の建物に5人の職員を擁する支局があり、いわゆる「党連絡員」として帝国の各省庁の当局と緊密な連絡を取ることになっていた。

## 党官房

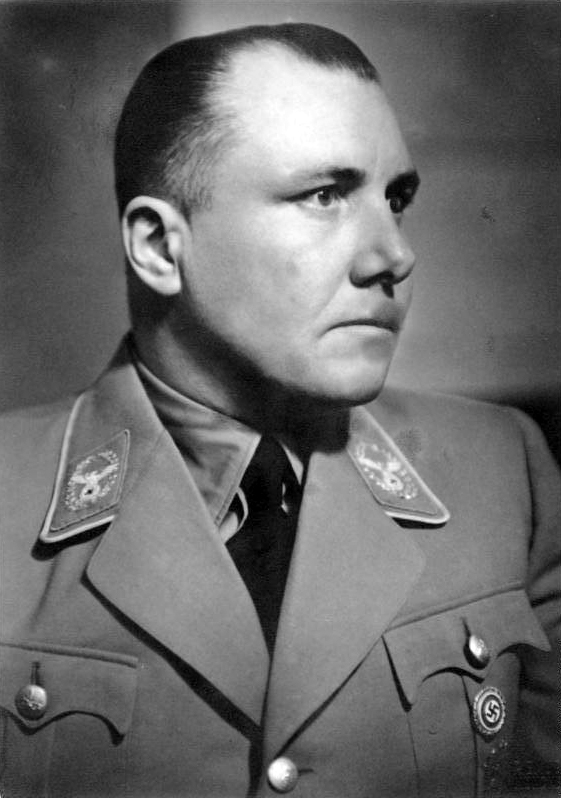
党官房長官となったボルマン

1941年のヘスの単独飛行事件の後、ヒトラーは副総統官房を廃し、新たに『党官房』が設立され、ボルマンが官房長となった。また、ボルマンは帝国大臣の権限を与えられ、帝国政府と国防閣僚会議の構成員であった。
1942年1月の行政命令では、ボルマンの立法会議への参画と、基本的な政治的問題についての党の唯一の窓口としての権限が確認された。ボルマンは、個人的な貢献を果たすことで、自分がヒトラーから気に入られる術を早くから理解しており、1933年以来、彼は『アドルフ・ヒトラー寄金』などの活動により、資金を管理し、オーバーザルツベルクの山荘ベルクホーフの建設計画を監督し、ヒトラーへの接近を深めていった。ボルマンは、ヒトラーが私的に意見を述べた場合には、それを「総統命令」として各官僚たちに伝え、それを実行させる機会を得た。その結果、実際に責任を負っていたハンス・ハインリヒ・ラマースの首相官房は、その重要性を失っていた。ボルマンは、その信頼された立場によって、ヒトラーに直接面会できる者を調整することがあった。1943年4月12日、ボルマンは「総統の個人秘書」に任命され、事実上ヒトラーの側近となった。

### 総統官房との関係
フィリップ・ボウラーの総統官房は、元々ヒトラーが「個人的に決定を保留した」問題を扱うために発足し、主に恩赦や嘆願などの管理にあたっていた。また「安楽死計画（T4作戦）」などの秘匿された任務も存在した。ボウラーは1943年5月にヒトラーに宛てた手紙を書き、自分の事務所を解散することを申し出ていた。その理由は、総統官房の業務がラマースの首相官房とボルマンの党官房とでほぼ完結していたためである。最終的に「総統官房」はヒトラーの個人的な部署として残ったが、根本的な問題や議論を招くような問題については、常に党官房の最終的判断によることが合意された。

## 活動

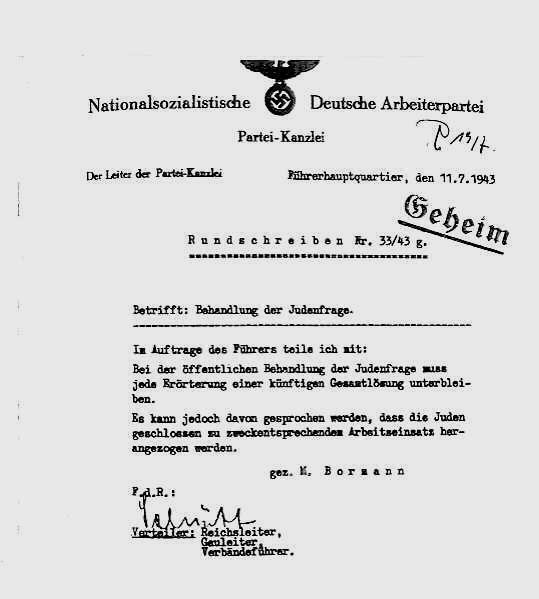
党内において『ユダヤ人問題の最終的解決』の公言を禁じた党官房ボルマンによる布告（1943年7月11日）

ナチ党内では、各省庁、指導部からの報告書の提出が規定されていた。大管区指導者は毎月「政治状況報告書」を提出しなければならず、管区指導者は党の活動、教育、宣伝、経済、行政の問題などの情報をまとめ、さらに「国民の風潮を詳細に、ありのままに記述する」ように命令されていた。党官房は、「総統の演説」の印刷、「国民社会主義の象徴の保護」、「党行事の開催」に関する規則を発行していた。指導者の任命が決まると、党官房は常に関与し、適切な候補者を見つけるために積極的に活動にあたった。例えば、副大管区指導者は1ヶ月間党本部のあるミュンヘンに派遣され、その仕事ぶりを評価された。オーストリアとズデーテン地方の併合後、党官房は新たに帝国の一部となったこれらの地域で党を構築する責任を負っていた。オーバーシュレージェン大管区指導者であるアルベルト・ホフマンは「組織停止委員」に任命され「総統の代行」として、敵対的と見なされた組織の解体、資産の没収、統廃合などを担当していた。党内で主張・施行されている権限に加えて、国家機関の管理業務にも多くの介入が行われていた。またこの部署は「人種差別」と「教会闘争」に要約される2つの政治問題に介入していた。 ナチ党の人種差別的な人口政策は、結婚資金の貸付、ドイツ賢母名誉十字章の授与、中絶の禁止、ニュルンベルク法の実施、財界からユダヤ人を排除する法令、あるいは強制収容所などの政策に反映された。 
1942年1月20日のヴァンゼー会議において、ゲルハルト・クロプファーは党官房の代表として出席し、ラインハルト・ハイドリヒが提案した「混血結婚」の強制離婚と「混血児」の強制不妊手術を支持した。また、党官房はポーランド総督府においても影響力を発揮し、ポーランド人とドイツ人の峻別、人種差別特別法などを提唱した。ボルマンは、編入された東側の領土にドイツの民法が導入されるのを防ぐために「党が司法に介入する前例のない試み」を行った。ポーランドの刑法条例の起草において、党官房は多くの要求を押し通すことに成功した。当初は抑制されていたが、1935年以降からは、教会や学校の影響力を押しとどめる試みが活発化した。それ以外にも、教会に対する「些細なピンハネや嫌がらせの政策」が行われた。1937年、ボルマンは、聖職者の裁判や宗教団体の解散を主張するヒトラーの発言を取り上げ、教会の資産を没収し、教育における教会の影響力をなくすことを目標に掲げた。第二次世界大戦の開戦後、特にオストマルク大管区群では教会の資産が大々的に没収されたが、住民を不安にさせないために、1941年の夏からは継続して没収されることはなかった。
第二次世界大戦中、党官房は戦時における任務を担っていた。国境沿いの住民の避難、空襲後の支援、資料の収集と破棄、総力戦の呼びかけ、そして国民突撃隊の結成などである。
党官房は1945年10月10日の「ナチス組織の解散と清算」に関する連合国管理理事会法第2号によって正式に解散された。

## 囚人の徴用
戦争中、何人かの囚人が厨房と配達業務のために党官房の事務所に配属された。1944年8月から1945年4月の間に、党官房の建物はダッハウ強制収容所の副施設が収容されていた。囚人はマックス・ヨーゼフ通りとカロリネンプラッツの角にある建物の地下に収容され、清掃や警備の仕事に使われていた。

## 定款[24]
国民社会主義運動が国家を掌握した後、総統は国政に於ける並外れた労務と多忙の末、党の中央政治委員会委員長より推薦された党指導者副官を配置することを余儀なくされた。総統の任務は、本副官にとって重要な責任を引き受けることを意味する。政権の座に就くことによって、党はその最良の力の大部分を国家に引き渡さざるを得なくなった。此等、幹部の一部は党の役職に留まり続けたが、特に国家の再建には途方もない労力と個人的参画が必要であった為、最早、全ての労力を党への活動に転ずることが不可能となった。斯くして副総統は党を再編し、新たな運動部隊の動員を確立することとなったのである。また、党の支部と関連組織は統一された政治的指導を必要としていた。

従って、副総統の各事務を代表する、副総統官房幕僚長の指示下での各幕僚の主たる任務の一つは、党の大管区、並びに各部門及び関連組織を政治的に統一し、政治的規約を付与することにある。更に、総統の指令に基づく国家当局の立法企画と国民社会主義的世界観に則る人事配置において決定的な役割を果たすことは、副総統官房の使命である。

## 組織

### 1938年
（）内は党全国指導部の階級、及びその他の職位を記す
- 副総統官房 － 副総統（指導者代理）：ルドルフ・ヘス（全国指導者）
  - 幕僚部 － 幕僚長：マルティン・ボルマン（全国指導者、副総統個人秘書）
  - 幕僚部理事会 － 理事長：ルドルフ・マッケンゼン（局長）
    - 党公文書本館 － 館長：エーリヒ・ユトレヒト（ドイツ語版）博士（統括官）
    - 党国外組織部（英語版） － 部長：エルンスト・ヴィルヘルム・ボーレ（国外大管区指導者）
    - 外交政策諮問委員会 － 代表：ヨアヒム・フォン・リッベントロップ（外相）
    - 全技術及び付属機関調整委員会 － 代表：フリッツ・トート博士（最高局長、トート機関総監）
    - 全公衆衛生問題審議会 － 代表：ゲルハルト・ヴァーグナー（ドイツ語版）博士（幹事長）
    - 大学教育政策委員会 － 代表：フランツ・ヴィルツ（ドイツ語版）博士教授（統括官）
    - 国家新建設企画委員会 － 代表：アドルフ・ヴァーグナー（ミュンヘン＝上バイエルン大管区指導者）
    - 雇用創出・財政及び税制審議会 － 代表：フリッツ・ラインハルト（英語版）（幹事長、財務省国務長官）
    - 芸術・文化政策委員会 － 代表：エルンスト・シュルテ・シュトラトハウス（ドイツ語版）（局長）
    - 音楽担当委員会 － 代表：フランツ・アダム（ドイツ語版）（統括官）
    - 教育問題審議会 － 代表：フリッツ・ヴェヒトラー（英語版）（バイエルン東マルク大管区指導者）
    - 実務技術審査会 － 代表：テオドール・クロネイス（英語版）（局長）
    - 党文献保護の為の公認検査委員会 － 代表：フィリップ・ボウラー（全国指導者、総統官房長官）
    - 建設担当委員会 － 代表：アルベルト・シュペーア（本局長、総合建築検査官）
    - 党組織経済政策中央局 － 局長：ヴィルヘルム・ケプラー（最高局長）
    - 経済政策委員会 － 代表：ベルンハルト・ケーラー（ドイツ語版）（局長）
    - StdFベルリン支局（首都連絡本部） － 支局長：ヘルベルト・シュテンガー（最高局長）
    - StdF特命代表 － 代表：グスタフ・ロベルト・エークレ（ドイツ語版）（最高局長）
    - z.b.V（特務）委員会 － 代表 ：ラルフ・ブロックハウゼン（ドイツ語版）（最高局長）、マルティン・ザイデル（ドイツ語版）（最高局長）
- 第II部（党内問題）
公務本部 － 本部長：ヘルムート・フリードリヒス（最高局長）
  - 第II部-A課 － 課長：アルベルト・ホフマン（ドイツ語版）（局長）、主任補佐官 － エーリッヒ・エフトガー（統括官）
    - 第II部-A課a- － 所長：パネンボルグ（参事官）
    - 第II部-A課b- － 所長：フランツ・シュミット（統括官）
    - 第II部-A課d- － 所長：ランゲ（統括官）

  - 第II部-B課 － 課長：カール・ゲルラント（ドイツ語版）（局長）、主任補佐官 － ヘルマン・ヴィット（統括官）
    - 第II部-B課a- － 所長：ヘルマン・ヴィット
    - 第II部-B課b- － 所長：カール・ゲルラント
    - 第II部-B課c- － 所長：シュット（局長）
    - 第II部-B課d- － 所長：リンドホルスト（参事官）、RAD連絡担当官 － シュヌルバイン
    - 第II部-B課e- － 所長：カール・ゲルラント
    - 第II部-B課f- － 所長：カール・ゲルラント、ルッツェ
    - 第II部-B課g- － 所長：不明

  - 第II部-C課 － 課長：クリスティアン・オプデンホフ（ドイツ語版）（局長）
  - 第II部-D課 － 課長：クリスティアン・オプデンホフ、トゥルナー（統括官）
- 第Ⅲ部（国政問題）
公務本部 － 本部長：ヴァルター・ゾンマー（ドイツ語版）（最高局長）
部門担当 － 担当官：ヨハン・ミュラー博士（局長）
官吏問題担当 － 担当官：ハンス・フォン・ヘルムス（局長）
  - 第III部-C課 － 課長：ハインリヒ・ハイム（局長）

### 1939年以降
副総統：ルドルフ・ヘス（1933–41）
主任副官：アルフレート・ライトゲン（1933–41）
副総統幕僚長（1933–41）後に党官房長（1941–45）：マルティン・ボルマン
- 理事長：フリッツ・ヴィーデマン（1934）
ルドルフ・マッケンゼン（1935–38）
- 人事局長 :クルト＝ヴァルター・ハンセン（ドイツ語版）（1937–43）
ハンス・ミュラー（ドイツ語版）（-1945）
- 副官： パウル・ヴェーゲナー（ドイツ語版）（1935-36）
フリッツ・ダルゲス（ドイツ語版）（1936–39）
- 第I部『内務担当』：カール・ヴィンクラー（1933–43）
  - アルフォンス・ツェラー（1943-44）
  - フリッツ・イェンセン（1945）
- 第II部『党問題』：ヘルムート・フリードリヒス
  - 第II部A課『基本的組織問題』：アルベルト・ホフマン（ドイツ語版）（1934-40）
ヘルマン・ノイブルク（ドイツ語版）（1940–43）
カイテル（1943–45）
    - 経済、金融、運輸、農政問題
    - 本部局および関連団体との連絡

  - （1938年以降）
    - DAFの社会政策
    - 国民突撃隊の政治指導
    - 一般的な苦情と要請

  - 第II部B課：カール・ゲルラント（ドイツ語版）（1934-49）
フリッツ・シュミット（ドイツ語版）（1940-42）
ヴァルター・ティースラー（ドイツ語版）（1940-42代行）
クルト・ヘルムマン（1942）
ヴィルヘルム・リッターブッシュ（ドイツ語版）（1942–43）
アドルフ・マウラー（-1945）
    - 報告 (1940–42まで第II部H課)
    - プロパガンダ（1940-42まで第II部G課）
    - 文化（1940-42まで第II部K課）
    - 教育
    - 協議（1940–42まで第II部J課）
    - 歓喜力行団

  - 第II部C課（第II部P課）：グスタフ・アドルフ・フォン・ヴルフフェン（ドイツ語版）（1934–37）
クリスティアン・オプデンホフ（ドイツ語版）（1937-40）
フリードリヒ・ヘッセルディーク（ドイツ語版）（1940–43）
ハインリヒ・ヴァルケンホルスト（ドイツ語版）（1944–45）
    - 党の人事問題

  - 第II部D課：クリスチャン・オプデンホフ
    - 苦情の処理（1940より第II部A課）

  - 第II部E課
    - 民族問題（第II部A課より異動）
    - 党の活動領域
    - 党の外交政策（1942-45）

  - 第II部W課（当初はF課）
    - ドイツ国防軍の問題（1940年よりドイツ国防軍連絡事務所から異動）：クルト・ゾールバンク（1940–41）
ヘルマン・パッセ（ドイツ語版）（1941-）
ヴィルヘルム・ツァンダー（ドイツ語版）（1945）

  - 第II部F課
    - 常勤党員の指導問題：ヴィリー・ルーダー（ドイツ語版）（1944-45）

  - 第II部M課
    - 党の動員問題（1937-42まではM課として独立）：クルト・クノプラオホ（ドイツ語版）（1937-40）
クルト・バイアー（ドイツ語版）（1944-45）

  - 第II部S課
    - 特殊問題（1944-45）

  - 第II部V課
    - 国民突撃隊（1944–45）：ハンス・ボフィンガー（ドイツ語版）

  - 第II部N課
    - 通信課（1945）：カール・シュミット＝レーマー（ドイツ語版）

  - 宣伝省への連絡事務所：フリッツ・シュミット（ドイツ語版）（-1940）
ヴァルター・ティースラー（ドイツ語版）（1940–44）
- 第III部『国政問題』：ヴァルター・ゾンマー（ドイツ語版）（1934–41）
ゲルハルト・クロップファー（1941–45）
  - 第III部A課（宣伝省の管轄）：ゲルハルト・クロップファー（1935–41）
エディンガー・アンカー（ドイツ語版）（1941-）
    - 管理
    - 広報
    - 公衆衛生
    - 人種問題
    - 市政
    - 治安問題

  - 第Ⅲ部B課（経済・運輸・労働・食品省の管轄）：ハンス・ベルマン（1936–43）
ヴェルナー・フレーリング（ドイツ語版）（1943–45）
    - 産業
    - 社会政策
    - 栄養
    - 医療アドバイザー
    - 経済学及びジャーナリズム

  - 第III部C課（民法および刑法遵守のため元来、独立したそれぞれの部署から形成された。帝国法務省の管轄）：ハインリヒ・ハイム（ドイツ語版）（-1939）
ヘルベルト・クレム（ドイツ語版）（1941–44）
アルフレート・ホプフ（1944–45）
  - 第III部D課：ルートヴィヒ・ヴェンマー（ドイツ語版）（1935 – 42年）
クルト・クリューガー（1942-）
    - 教会
    - 教育
    - 学校
    - 大学

  - 第III部E課：ヘルベルト・ギュンデル
    - 財政（1941年以降）

  - 第Ⅲ部P課：カール・ケルネルト（ドイツ語版）
    - 州の人事問題

  - 第III部S課：エルヴィン・クネプフェル
    - 特殊問題（1942年以降）

  - 第III部V課：ユストゥス・バイヤー（ドイツ語版）
    - SipoとSDの問題（1942年以降）